# Забіне Герке
Забіне Герке (нім. Sabine Gerke; нар. 15 листопада 1971) — колишня німецька тенісистка.
Найвищу одиночну позицію світового рейтингу — 187 місце досягла 11 лютого 1991, парну — 326 місце — 31 липня 1995 року.
Здобула 4 одиночні та 3 парні титули туру ITF.
Завершила кар'єру 1997 року.

## Фінали ITF

### Одиночний розряд (4–3)
| Легенда         |
| --------------- |
| турніри $25,000 |
| турніри $10,000 |

| Результат | Ранг | Дата           | Турнір                      | Покриття | Суперниця          | Рахунок  |
| --------- | ---- | -------------- | --------------------------- | -------- | ------------------ | -------- |
| Перемога  | 1.   | 15 жовтня 1990 | Мадейра, Португалія         | Тверде   | Петра Камстра      | 6–1, 6–1 |
| Поразка   | 2.   | 3 вересня 1990 | Арцакена, Італія            | Ґрунт    | Лаура Голарса      | 6–7, 6–7 |
| Перемога  | 3.   | 30 серпня 1993 | Бад-Наугайм, Німеччина      | Ґрунт    | Зузана Немшакова   | 6–1, 6–2 |
| Перемога  | 4.   | 5 вересня 1994 | Саутсі, Велика Британія     | Трава    | Корнелія Ґрунес    | 6–1, 6–3 |
| Перемога  | 5.   | 13 лютого 1995 | Сандерленд, Велика Британія | Тверде   | Марія Марфіна      | 6–2, 6–4 |
| Поразка   | 6.   | 30 червня 1996 | Велп, Нідерланди            | Ґрунт    | Дафне ван де Занде | 5–7, 5–7 |
| Поразка   | 7.   | 1 липня 1996   | Гергюговард, Нідерланди     | Ґрунт    | Деніса Соботкова   | 5–7, 4–6 |

### Парний розряд (3–1)
| Результат | Ранг | Дата           | Турнір                    | Покриття  | Партнерка        | Суперниці                         | Рахунок       |
| --------- | ---- | -------------- | ------------------------- | --------- | ---------------- | --------------------------------- | ------------- |
| Перемога  | 1.   | 15 серпня 1994 | Бергіш-Гладбах, Німеччина | Ґрунт     | Елізабет Габелер | Нанні де Вільєрс Карміна Жиральдо | 6–3, 6–2      |
| Перемога  | 2.   | 29 серпня 1994 | Лондон, Велика Британія   | Трава     | Крістін Курт     | Лінда Янссон Анна-Карін Свенссон  | 6–4, 6–4      |
| Перемога  | 3.   | 6 березня 1995 | Бухен, Німеччина          | Килим (i) | Ольга Гостакова  | Маріель Брюенс Анікве Снейдерс    | 6–1, 6–2      |
| Поразка   | 4.   | 1 липня 1996   | Гергюговард, Нідерланди   | Ґрунт     | Анна Клім        | Маріель Брюенс Деббі Гак          | 6–1, 0–6, 2–6 |